# Retención de clientes
La retención de clientes es la actividad que las organizaciones de ventas llevan a cabo con el fin de reducir la pérdida de clientes. La retención de clientes exitosa comienza con el primer contacto que una organización tiene con un cliente y continúa durante toda la vida de la relación. La capacidad de una empresa para atraer y retener nuevos clientes, no sólo está relacionada con su producto  o servicio, sino también con la forma en la que da servicio a sus clientes actuales y la reputación que crea dentro y a través de los mercados.

La retención de clientes es más que dar al cliente lo que espera, se trata de superar sus expectativas para que se conviertan en defensores leales de la marca. . La creación de la lealtad del cliente antepone el 'valor para el cliente en lugar de maximizar las ganancias y el valor para los accionistas como el centro de la estrategia empresarial'.La diferenciación clave en un entorno competitivo es a menudo la entrega de un alto nivel 
La retención del cliente tiene un impacto directo en la rentabilidad. La investigación realizada por John Fleming y Jim Asplund indica que los clientes comprometidos generan 1,7 veces más ingresos que los clientes normales, mientras que tener empleados comprometidos y clientes comprometidos devuelve ingreso de 3,4 veces la norma.

## Medición
La medición de La retención de clientes debe distinguir entre las intenciones de comportamiento y conductas reales de los clientes. El uso de las intenciones de comportamiento como un indicador de La retención de clientes se basa en la premisa de que las intenciones son un fuerte predictor de comportamientos futuros, de manera que los clientes que expresan un deseo de recompra más fuerte hacia una marca o empresa también exhibirán comportamientos correspondientes fuertes. Cliente de recompra y las conductas de retención se puede medir en una variedad de maneras diferentes que se enumeran en varios artículos premiados publicados en la disciplina del marketing. Los diferentes estudios que también involucran a diferentes métricas para medir la intención de recompra al cliente y los comportamientos reales de recompra se resumen en una serie de artículos de revisión como: Mittal y Frennea (2012), Keiningham y colegas (2007),  Gupta y Zeithaml (2006), Mittal y Kamakura (2001), y Morgan y Rego (2006). Estos estudios apuntan a las siguientes conclusiones generales::
1)  La satisfacción del cliente es un fuerte predictor de las intenciones del cliente de volver a comprar y el comportamiento de recompra.
2) Las intenciones de recompra se asocian estadística significativa y positivamente con el comportamiento de recompra: conforme la intención de recompra de las personas aumenta, también lo hace la probabilidad de recompra de los productos de la marca. Sin embargo, la magnitud de la asociación, aunque es positiva, suele ser de moderada a débil; lo que sugiere que las intenciones y comportamientos no son conceptos intercambiables para medir la retención de clientes..
3) La asociación entre los diferentes indicadores de retención no siempre es sencillo. Puede ser (a) no lineal y que presente el aumento o la disminución de los rendimientos, (b) diferente para los distintos segmentos de clientes, y también varían según el tipo de industria.
4) La retención del cliente es un fuerte predictor del éxito financiero de una empresa, ambos utilizando métricas contables y bursátiles. Un estudio de un banco brasileño mostró que las sucursales bancarias que eran más eficientes para satisfacer y retener a sus clientes, eran más rentables que sus competidores que hicieron uno o el otro, pero no ambos. Otros estudios han demostrado una fuerte relación entre una mayor la retención de clientes y el rendimiento del mercado de valores de una empresa.
En términos de medición, las medidas de intención normalmente se pueden obtener usando elementos a escala incorporados en una encuesta a los clientes. Las conductas de retención pueden medirse utilizando datos secundarios tales como: medidas contables del volumen (la cantidad y el valor financiero) y la frecuencia con la que un cliente compra bienes o servicios de la empresa. Esto requiere que la empresa tenga un fuerte departamento de administración de la información del cliente que puede capturar todas las métricas relevantes que puedan ser necesarias para el análisis. En una empresa típica, esta función puede ser desempeñada por diversos departamentos como contabilidad, ventas, marketing, finanzas, logística, y otras investigaciones del cliente.

## Antecedentes y Conductores
La retención del cliente es el resultado de varios antecedentes diferentes, que se describe a continuación.
1) Satisfacción del cliente: Las investigaciones muestran que la satisfacción del cliente es un conductor directo de la retención de clientes en una amplia variedad de industrias. A pesar de las afirmaciones hechas por algunos estudios, la mayoría de la evidencia es inequívocamente clara: hay una relación positiva entre la satisfacción y la retención de clientes, aunque la magnitud de la relación puede variar en función de una serie de factores tales como clientes, de productos, y las características de la industria.
2) Superar las expectativas del cliente: Algunos estudiosos sostienen que en el mundo competitivo de hoy, la satisfacción de los clientes no es suficiente; las empresas necesitan sorprender a sus clientes, proporcionándoles un servicio excepcionalmente fuerte. Es más probable que los clientes que son sorprendidos por la empresa, se queden con ella,y debido a esto hay una mejora en la retención del cliente en general.  Más recientemente, se ha argumentado que la satisfacción del cliente puede ser más fuerte cuando de refiere a los bienes y servicios hedónicos en lugar de los productos y servicios utilitarios.
3)  Costes de cambio de clientes: Burnham, Frels y Mahajan (2003, p. 110) definen los costes de cambio como "costos de una sola vez que los clientes asocian con el proceso de cambiar de un proveedor a otro." ya que los clientes suelen encontrar tres tipos de costes de cambio: (1) los costes de cambios financieros (por ejemplo, tasas por romper el contrato, perder puntos de recompensa); (2) los costes de cambio de procedimiento (tiempo, esfuerzo, y la incertidumbre en la localización, la adopción y el uso de una nueva marca / proveedor); y (3) los costes de cambiar de relaciones (relaciones personales y la identificación con la marca y empleados). Un metaanálisis reciente examinó 233 efectos en más de 133.000 clientes y encontró que los tres tipos de costes de cambio incrementan la retención de clientes -sin embargo, los costes de cambiar de relaciones tienen una asociación más fuerte con las intenciones y el comportamiento de recompra.
4)Administración de las relaciones con el cliente: Reconociendo los aspectos sociales y relacionales, especialmente los incluidos en los servicios, se ha argumentado que las empresas pueden aumentar la retención, centrándose en la administración de las relaciones con los clientes. Ésta gestión de las relaciones se produce cuando las empresas son capaces de tomar una perspectiva a más largo plazo, en lugar de una perspectiva transaccional para administrar su base de clientes. Sin embargo, cabe señalar que los clientes a largo plazo no son rentables, ni vale la pena retenerlos; a veces, los clientes transaccionales a corto plazo pueden ser más rentables para la empresa. Por lo tanto, las empresas pueden tener que desarrollar un marco estratégico para administrar a los clientes no rentables.

## Valor del tiempo de vida del cliente
El valor del tiempo de vida del cliente permite a las organizaciones calcular el valorpresente neto de la utilidad que una organización recibe por un cliente  durante un período determinado de tiempo. La tasa de retención es el porcentaje del número total de clientes retenidos respecto a los clientes que se acercaron para la cancelación.